# Создатель вселенных
«Создатель вселенных» (англ. The Maker of Universes) — научно-фантастический роман американского писателя Филипп Хосе Фармера, изданный в 1965 году. Роман открывает серию «Многоярусный мир».

## Описание сюжета
Главный герой романа старик Роберт Вольф вместе со своей женой и агентом по продаже недвижимости осматривает дом в районе Хохокам. Неожиданно Вольф слышит звук рога, доносящийся из шкафа и заглянув внутрь видит окно в иной мир, где толпа чудовищных гуманоидов осаждает юношу, стоящего на вершине скалы. Юноша, представившийся Кихакой бросает рог Вольфу и окно закрывается. Также Вольф замечает некую прекрасную девушку с тигровыми волосами. Вольф оставляет рог в шкафу и заявляет агенту, что собирается купить этот дом, но встречает возражения своей строптивой жены. Не в силах сопротивляться искушению, Вольф ночью проникает в дом и подобрав на роге аккорд проникает в таинственный мир.
Обитатели мира живут на берегу моря и разговаривают на древнегреческом языке, который Вольф преподавал. Они заявляют, что их привёл сюда Господь, живущий во дворце на вершине горы, возвышающейся за морем и говорят что даже с ним встречались. Вольф постепенно превращается в молодого, на вид 25-летнего человека и решает остаться в этом мире навсегда. Он находит таинственную девушку, которую зовут Хрисенда, она рассказывает, что пришла из Древней Эллады и что Кихаку пленила и увела банда чудовищных гворлов. Гворлы атакуют Вольфа и похищают Хрисенду. Вольф с удивлением убеждается, что за лесом мир буквально обрывается. Он переплывает через море, поднимается на гору, и попадает в плен к чудовищным орлицам где встречает Кихаку. Глава орлиц Подарга, ненавидящая Господа, освобождает героев. 
Кихака рассказывает, что нашёл некий странный полумесяц, который у него хотел купить за любые деньги иностранец по имении Ваннакс. Застав ночью Ваннакса, принёсшего другой полумесяц, Кихака нечаянно наступил в круг, образованный полумесяцами и оказался во дворце Господа на вершине мира, похожего на Вавилонскую башню. Мир создал исчезнувший Господь Ядавин. Он переселил туда людей с Земли разных эпох и сделал, чтобы они не старились. Господа - остатки высокоразвитой расы, ныне ведущие между собой беспощадную войну. Вскоре во дворец вторгается отряд гворлов, слуг Господа Арвура, Кихаке удалось отнять у них рог и бежать на нижние уровни. 
Герои поднимаются на уровень Америндия, населённый индейцами и чудовищными полуконями. Они добираются до страны Гузирит, где попадают в плен к работорговцу Абиру. Вольфу удаётся бежать и он поднимается на следующий уровень Дракландию, населённую потомками крестоносцев и сарацин, где вновь встречает Кихаку. Герои попадают на пир в замке фон Элгерса, который захватил караван Абиру и пленил Хрисенду. Вольфу удаётся освободить Хрисенду, но Кихака попадает в плен к гворлам. Совершив нелёгкий подъём на следующую грань Вольф и Хрисенда попадают в страну Атлантида, где встречают Кихаку и собирают сильный отряд для штурма дворца Господа. После разговора с Абиру память постепенно возвращается к Вольфу, он и есть пропавший Ядавин, потерявший память после схватки с Господом Ваннаксом. При помощи орлиц Подарги они поднимаются наверх и, преодолевая ловушки и сопротивление защитников дворца, выходят к неприступной цитадели. Абиру, оказавшийся Ваннаксом, погибает в ловушке Арвура. Вольф предъявляет ультиматум Арвуру, угрожая расплавить стены его крепости. Арвур выторговывает себе рог и безопасный проход к воротам, однако спустившись в Атлантиду становится жертвой Подарги.